# Paravespa dewittei
Paravespa dewittei är en stekelart som först beskrevs av Giordani Soika 1960.  Paravespa dewittei ingår i släktet Paravespa och familjen Eumenidae. Inga underarter finns listade i Catalogue of Life.